# لاجوس كيززلر
لاجوس كيززلر (بالمجرية: Czeizler Lajos)‏، من مواليد 5 أكتوبر 1893 في هيريس، وتوفي في 6 مايو 1969، مدرب كرة قدم هنغاري سابق.
بدأ مسيرته التدريبية مع نادي أودينيزي الإيطالي في موسم 1927/1928، وفي عام 1928 انتقل إلى تدريب نادي فيينزا الإيطالي، ودربهم حتى عام 1930، وفي عام 1942 انتقل إلى تدريب نادي نوركوبنغ السويدي، ودربهم حتى عام 1948، وفي عام 1949 انتقل إلى تدريب نادي إيه سي ميلان الإيطالي، ودربهم حتى عام 1952، وفي موسم 1952/1953 درب نادي بادوفا الإيطالي، وفي عام 1953 درب منتخب إيطاليا لكرة القدم حتى عام 1954، وفي عام 1954 انتق إلى تدريب نادي سامبدوريا الإيطالي، ودربهم حتى عام 1957، وفي عام 1957 انتقل إلى تدريب نادي فيورنتينا الإيطالي، ودربهم حتى عام 1959، وفي موسم 1960/1961 انتقل إلى تدريب نادي فيورنتينا الإيطالي مرة أخرى، وفي موسم 1963/1964 درب نادي بنفيكا البرتغالي.

## روابط خارجية
- لاجوس كيززلر على موقع عالم كرة القدم.نت (الإنجليزية)